# Epípole de Caristo
Según un pasaje de Ptolomeo Queno, citado únicamente en la Biblioteca de Focio (cod. 190), Epípole era la hija de un cierto Tración de Caristo, en Eubea. La joven se disfrazó de hombre para ir con los griegos a la guerra contra Troya. Pero cuando Palamedes descubrió su verdadero sexo, fue apedreada hasta la muerte por los miembros del ejército griego.